# Alternativa (Dinamarca)
A Alternativa (em dinamarquês: Alternativet) é um partido político da Dinamarca.
O partido foi fundado em 2013 pelo ex-ministro da cultura Uffe Elbæk e por Josephine Fock, ambos antigos membros do Partido Social-Liberal.
O partido concorreu às eleições de 2015, alinhado com o bloco de centro-esquerda, liderado pelo Partido Social-Democrata.
Nas eleições, o partido ficou em 6.º lugar, com 4,8% dos votos e 9 deputados eleitos, sendo membro da oposição.

## Resultados eleitorais

### Eleições legislativas
| Data | CI. | Votos   | %           | +/- | Deputados | +/- | Status   |
| ---- | --- | ------- | ----------- | --- | --------- | --- | -------- |
| 2015 | 6.º | 168 788 | 4,8 / 100,0 |     | 9 / 179   |     | Oposição |
| 2019 |     |         |             |     |           |     |          |

### Eleições europeias
| Data | CI. | Votos | % | Deputados | Status |
| ---- | --- | ----- | - | --------- | ------ |
| 2019 |     |       |   |           |        |